# Горгий (Платон)
Го́ргий (греч. Γοργίας) — диалог Платона о риторике. Назван по имени софиста Горгия, с которым вступает в разговор Сократ. Также в беседе участвуют Калликл, Херефонт и Пол.

## Содержание
Сократ выясняет в каком искусстве (греч. τέχνη) силен Горгий и получает ответ, что в риторике (449а). Далее Сократ узнает, что предметом риторики являются речи (греч. λόγους - 449e). Однако далее он недоумевает, поскольку речь присутствует в каждом искусстве. Далее собеседники выясняют, что риторика — это искусство убеждения.
Сократ демонстрирует, что риторика в расхожем представлении бессодержательна. По сути, она оказывается тенью государственного искусства (463e), поскольку обычно ораторы ведут речь о справедливости (греч. δίκαια - 460b). Ораторы пренебрегающие справедливостью похожи на тиранов. Сократ опровергает представление о том, что сила является благом, так как в этом случае благом бы обладали убийцы и заговорщики.
В конце диалога Сократ учит о загробном воздаянии, когда праведники отправляются на Острова блаженных, а злодеи в Тартар (523b), где некоторые тираны (Сизиф, Тантал) обречены на вечные муки. Этот аргумент позволяет доказать Сократу тезис, что лучше терпеть несправедливость, чем ее творить. Кроме того, Сократ доказывает, что несправедливость хуже смерти, которая есть разделение души от тела.

### Введение (447a–449c)
Диалог начинается сразу после произнесения речи Горгием. Калликл сообщает, что Горгий — гость в его доме и согласился на частную аудиенцию у Сократа и его друга Херефонта. Сократ уговаривает Горгия согласиться на его стиль беседы в форме перекрестного допроса. Горгий называет своё ремесло риторикой и утверждает, что его следует называть ритором. Задавая ему вопросы, Сократ хвалит его за краткость ответов. Горгий замечает, что никто уже давно не задавал ему нового вопроса, и когда Сократ спрашивает, он уверяет его, что он столь же способен на краткость, как и на многословие (449в).

### Сравнение физического и интеллектуального боя (449d–458c)
Горгий под допросом Сократа признает, что, хотя риторы наделяют людей силой слова, они не являются учителями морали. Горгий не отрицает, что его ученики могут использовать свои навыки в аморальных целях (например, убедить собрание принять неразумное решение или отпустить виновного на свободу), но он говорит, что учитель не может нести за это ответственность. Он приводит аргумент по аналогии: Горгий говорит, что если бы человек, посещавший школу борьбы, начал бить своих родителей или друзей, вы бы не отправили его инструктора по строевой подготовке в ссылку (456d–457c). Он говорит, что так же, как тренер добросовестно обучает своему ремеслу ( технэ ) и надеется, что его ученик будет мудро использовать свои физические силы, так и оратор верит, что его ученики не будут злоупотреблять своей силой.
Сократ говорит, что он из тех людей, которые действительно рады, когда их опровергают, если он неправ. Он говорит, что предпочел бы быть опровергнутым, чем опровергнуть кого-то другого, потому что лучше самому избавиться от вреда, чем избавить от вреда кого-то другого. Горгий, чьей профессией является убеждение, охотно соглашается, что он тоже относится к тому типу людей, которые скорее будут опровергнуты, чем опровергнут другого. У Горгия есть только одно опасение: он опасается, что нынешней компании может быть чем заняться, чем слушать, как двое мужчин пытаются превзойти друг друга в своей неправоте (458b–c). Компания протестует и заявляет, что им не терпится стать свидетелями этой новой версии интеллектуального боя.

### Споры о риторике (458d–466c)
Сократ убеждает Горгия согласиться с тем, что оратор на самом деле более убедителен перед невежественной аудиторией, чем эксперт, потому что владение инструментами убеждения даёт человеку больше убеждённости, чем простые факты. Горгий принимает эту критику и утверждает, что преимуществом его профессии является то, что человека можно считать выше специалиста, не имея необходимости изучать что-либо существенное (459c). Сократ называет риторику формой лести или сводничества и сравнивает её с выпечкой кондитерских изделий и самоукрашением. Он говорит, что риторика для политики — то же самое, что выпечка для медицины и что косметика для гимнастики. Вся эта деятельность направлена на поверхностное украшение, подражание тому, что действительно хорошо (464c–465d).

### Жалкий тиран (466d–481b)
Затем Сократ утверждает, что «ораторы и тираны имеют наименьшую власть в наших городах» (466d). Объединяя тиранов и риторов в одну категорию, Сократ говорит, что оба они, когда убивают людей, изгоняют их или конфискуют их имущество, думают, что делают то, что в их собственных интересах, но на самом деле они жалки. Сократ утверждает, что злой человек несчастен, но самым несчастным человеком из всех является тот злодей, который не встречает справедливости, упрека и наказания (472e). Пол, вмешавшийся в этот момент в разговор, смеется над Сократом. Сократ спрашивает его, считает ли он смех законной формой опровержения (473e). Затем Пол спрашивает Сократа, не является ли выдвижение взглядов, которые никто не принял бы, само по себе опровержением. Сократ отвечает, что если Пол не знает, как его опровергнуть, он покажет Полу, как это сделать.
Сократ утверждает, что причинять зло гораздо хуже, чем быть его невинной жертвой (475e). Он приводит пример тиранов, которые являются самыми несчастными людьми на земле. Он добавляет, что бедность связана с финансовым положением, как болезнь для тела, как несправедливость для души (477b–c). Эта аналогия используется для определения степени коррупции в каждом случае. Заработок денег, медицина и справедливость являются соответствующими лекарствами (478a,b). Сократ утверждает, что справедливые наказания дисциплинируют людей, делают их более справедливыми и излечивают от их злых поступков (478d). Проступок является вторым среди зол, но проступок и уход от него являются первым и величайшим из зол (479d). Из этого следует, что, если человек не хочет, чтобы в его душе росла гнойная и неизлечимая опухоль, ему нужно поспешить к судье, осознав, что он сделал что-то не так. Сократ утверждает, что оратор должен сначала обвинить себя, а затем оказать услугу своей семье и друзьям, обвинив их, настолько велика исцеляющая сила справедливости (480c–e).
Сократ утверждает, что, предполагая обратное предыдущему аргументу, если ваш враг совершил что-то ужасное, вы должны изобрести все средства, чтобы проследить, чтобы он не предстал перед судебной системой.  Пол и Калликл поражены позицией Сократа и задаются вопросом, не шутит ли он (481b).

### Калликл критикует философию (481c–505b)
Калликл замечает, что, если Сократ прав, у людей жизнь перевернута с ног на голову, и они повсюду делают противоположное тому, что им следует делать. Сократ говорит, что он и Калликл находятся в одинаковых условиях: он влюблен в Алкивиада и философию, в то время как Калликл влюблен в сына Клиния и афинского Дема, и что ни один из них не может помешать своим возлюбленным говорить то, что у них на уме. Хотя утверждения некоторых людей время от времени часто различаются, Сократ утверждает, что то, что говорит философия, всегда остается неизменным (482b).
Калликл обвиняет Сократа в том, что он ведет себя как демагог . Он утверждает, что страдать по ошибке хуже, чем делать это, и что нет ничего хорошего в том, чтобы быть жертвой. Далее он утверждает (как это делает Главкон в истории о Гигесе в Республике ), что проступок является постыдным только по общепринятому мнению и не является неправильным по своей природе. Затем он ругает Сократа за трату времени на легкомысленную философию, говоря, что нет ничего плохого в том, что молодые люди занимаются бесполезным подшучиванием, но что это непривлекательно для пожилых людей. Он говорит Сократу, что он позорен и что, если кто-нибудь схватит его и увезет в тюрьму, он будет беспомощен, чтобы защитить себя, говоря, что Сократ будет шататься и разинуть рот перед присяжными и в конечном итоге будет казнен. (486а,б). Сократ на это не обижается и говорит Калликлу, что его необыкновенная откровенность доказывает, что он к нему благосклонен (487д).
Затем Калликл возвращается к защите справедливости природы, где сильные пользуются своими преимуществами над слабыми. Он утверждает, что естественный человек обладает большими аппетитами и средствами для их удовлетворения, и что только слабак восхваляет умеренность и справедливость, основанную на искусственных, а не естественных законах. (483б, 492а–в).
Сократ называет Калликла «желанным пробным камнем» (486) и возражает, что не только «номос» (обычай или закон), но и природа утверждает, что творить несправедливость позорнее, чем терпеть её, что равенство есть справедливость (489а–б), и что такой человек, как идеал Калликла, подобен дырявому сосуду, ненасытен и несчастен (494а). Сократ возвращается к своей прежней позиции, что недисциплинированный человек несчастен и его следует обуздывать и подвергать правосудию (505б).

### Философия — это горький напиток
Сократ утверждает, что он стремится к лучшему, а не к приятному, и что только он понимает технику политики. Он говорит, что призывает людей принимать горькие сквозняки, заставляет их голодать и жаждать, в то время как большинство политиков льстят людям, угощая их сладостями. Он также говорит, что «тело — это гробница нашей души» (493a), ссылаясь на слова Еврипида: «Кто знает, не является ли жизнь смертью, а смерть — жизнью» (492e). О своём суде он говорит, что «меня будут судить, как врача, представшего перед детским жюри с поваром в качестве обвинителя» (521e). Он говорит, что такой потворствующий обвинитель, несомненно, добьётся того, что его приговорят к смерти, а он будет бессилен помешать этому. Сократ говорит, что все, что имеет значение, — это его собственная душевная чистота; он сохранил её, и это единственное, что действительно в его власти (522d).

### Суд над обнаженными душами
В конце диалога Сократ рассказывает Калликлу, Пол и Горгию историю, которую они считают мифом, а он — правдой (523a). Он рассказывает, что в давние времена Кронос судил людей незадолго до их смерти и делил их на две категории. Добрых и праведных людей он отправлял на Острова Блаженных, а безбожных и неправедных — в тюрьму возмездия и наказания под названием Тартар. Эти дела были рассмотрены плохо, потому что людей судили еще при жизни и в одежде, и судьи были одурачены внешним видом. Зевс решил эту проблему, устроив так, чтобы люди были мертвы, разделись догола и сделали своих сыновей судьями: Миноса и Радаманта с Европы и Эака с Эгины (523d–524a). Судьи тоже должны были быть обнаженными, чтобы они могли видеть души людей, не отвлекаясь.
Сократ добавляет, что слышал этот миф, верит ему и делает из него вывод, что смерть — это разделение тела и души. Он говорит, что после смерти каждая из них сохраняет те качества, которые были у нее при жизни, так что у толстого, длинноволосого человека будет толстый, длинноволосый труп. Если он был негодяем, то на его теле останутся шрамы от побоев. А когда судья схватит какого-нибудь властителя, он обнаружит, что на его душе остались шрамы от его лжесвидетельств и преступлений, потому что они будут запечатлены на его душе (524b–525a).
Сократ замечает, что некоторым людям приносят пользу боль и муки их собственных наказаний (525b) и наблюдение за мучительными пытками других людей; но другие совершают проступки, которые не поддаются лечению. Он говорит, что в «Одиссее» Гомера изображены цари, вечно страдающие в Аиде, но не обычный негодяй, как Терсит. Сократ предупреждает Калликла, что когда он предстанет перед судьей в свой собственный день суда, он будет отшатываться и охать не меньше, чем Сократ здесь. Он говорит, что эта история может показаться ему чепухой, как старая народная сказка, и соглашается, что не стоит ее презирать, если можно найти более правдивую и хорошую, но замечает, что никто из них не доказал, что нужно жить по-другому. В заключение он призывает их следовать за ним в справедливости и добродетели.

## Отзывы
Голосовкер в «Логике мифа» отмечал, что «в диалоге «Горгий» Сократ много скучнее софиста Калликла, без которого, быть может, не было бы и «морали насилия» Гоббса с ее лозунгом: „Человек человеку волк“»